# 斯塔特海姆

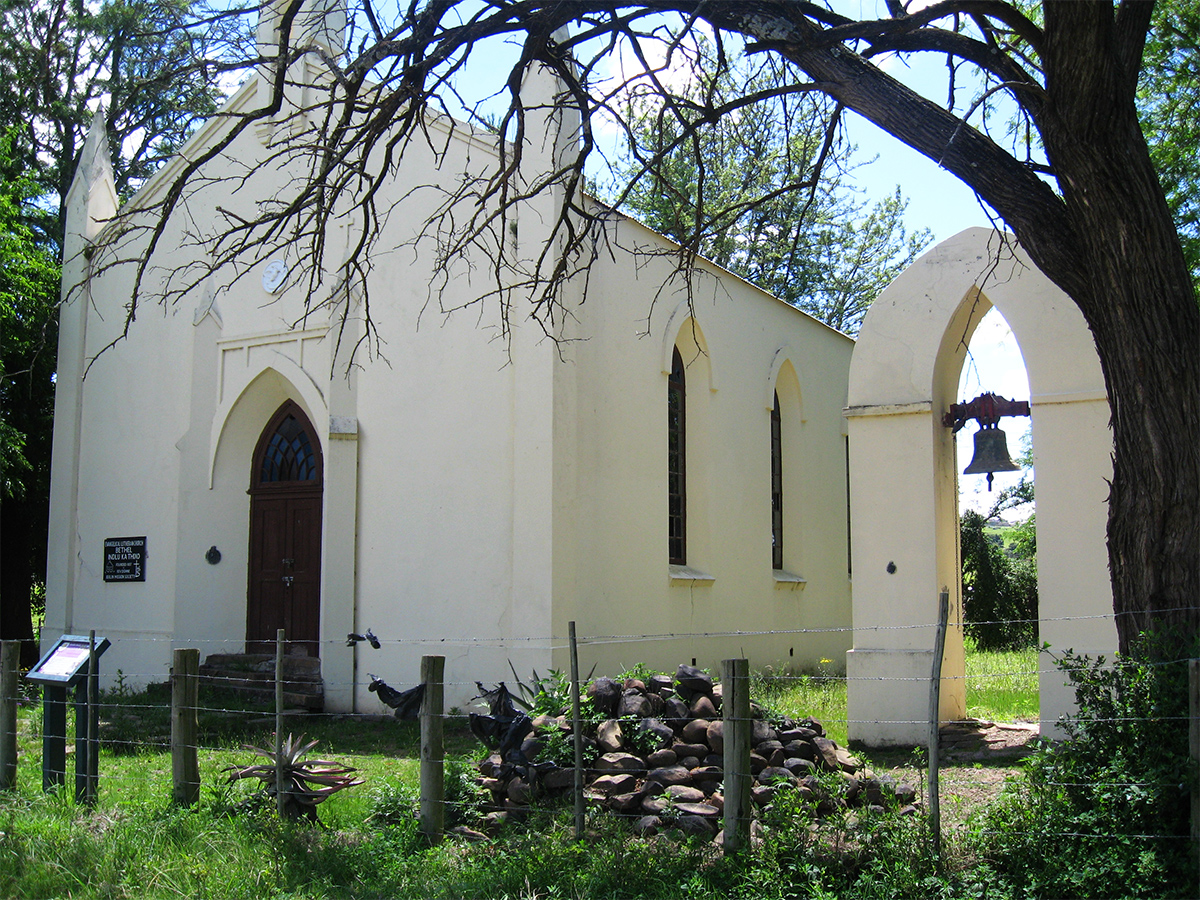
斯塔特海姆當地的教會

斯塔特海姆是南非的城鎮，位於該國東南部，由東開普省負責管轄，距離東倫敦70公里，始建於1837年，面積73.75平方公里，2001年人口10,014，人口密度每平方公里140人。

## 外部連結
- Municipality Website